# Jésus fils d'Ananias
Pour les articles homonymes, voir Ananie.
Jésus fils d'Ananias ou Jésus ben Ananias est un personnage qui apparaît furtivement dans la Guerre des Juifs de Flavius Josèphe comme l'un des présages qui annonçaient la chute de Jérusalem et la destruction du Temple après la défaite de la révolte juive en 70. Sous le procurateur Lucceius Albinus (62-64), il est arrêté par les autorités juives car il passait son temps à lancer des malédictions sur Jérusalem. Albinus le fait flageller puis le libère. Il est tué par un lancer d'onagre, lors du siège de Jérusalem.

## Les présages qui ont annoncé la destruction du Temple
Après sa narration de la prise de Jérusalem et la destruction du Temple (70) par les Romains qui sont une véritable catastrophe pour les Juifs, Flavius Josèphe se livre à un exercice quasi obligé chez les auteurs antiques : celui de montrer que plusieurs présages avaient annoncé l'événement que celui-ci soit bon ou mauvais. Ces « avertissements de Dieu » suivent la description de l'incendie du Temple et des massacres qui l'accompagnèrent.

## Jésus fils d'Ananias chez Flavius Josèphe
« Mais voici de tous ces présages le plus terrible : un certain Jésus, fils d'Ananias, de condition humble et habitant la campagne, se rendit, quatre ans avant la guerre, quand la ville jouissait d'une paix et d'une prospérité très grandes, à la fête où il est d'usage que tous dressent des tentes en l'honneur de Dieu, et se mit soudain à crier dans le Temple : « Voix de l'Orient, voix de l'Occident, voix des quatre vents, voix contre Jérusalem et contre le Temple, voix contre les nouveaux époux et les nouvelles épouses, voix contre tout le peuple ! » Et il marchait, criant jour et nuit ces paroles, dans toutes les rues. Quelques citoyens notables, irrités de ces dires de mauvais augure, saisirent l'homme, le maltraitèrent et le rouèrent de coups. Mais lui, sans un mot de défense, sans une prière adressée à ceux qui le frappaient, continuait à jeter les mêmes cris qu'auparavant. Les magistrats, croyant avec raison, que l'agitation de cet homme avait quelque chose de surnaturel, le menèrent devant le gouverneur romain. Là, déchiré à coups de fouet jusqu'aux os, il ne supplia pas, il ne pleura pas mais il répondait à chaque coup, en donnant à sa voix l'inflexion la plus lamentable qu'il pouvait : « Malheur à Jérusalem ! » Le gouverneur Albinus  lui demanda qui il était, d'où il venait, pourquoi il prononçait ces paroles ; l'homme ne fit absolument aucune réponse, mais il ne cessa pas de réitérer cette lamentation sur la ville, tant qu'enfin Albinus, le jugeant fou, le mit en liberté. Jusqu'au début de la guerre, il n'entretint de rapport avec aucun de ses concitoyens ; on ne le vit jamais parler à aucun d'eux, mais tous les jours, comme une prière apprise, il répétait sa plainte : « Malheur à Jérusalem ! » Il ne maudissait pas ceux qui le frappaient quotidiennement, il ne remerciait pas ceux qui lui donnaient quelque nourriture. Sa seule réponse à tous était ce présage funeste. C'était surtout lors des fêtes qu'il criait ainsi. Durant sept ans et cinq mois, il persévéra dans son dire, et sa voix n’éprouvait ni faiblesse ni fatigue ; enfin, pendant le siège, voyant se vérifier son présage, il se tut. Car tandis que, faisant le tour du rempart, il criait d'une voix aiguë : « Malheur encore à la ville, au peuple et au Temple », il ajouta à la fin : « Malheur à moi-même », et aussitôt une pierre lancée par un onagre le frappa à mort. Il rendit l'âme en répétant les mêmes mots »

— Flavius Josèphe, Guerre des Juifs

## Similarités avec Jésus de Nazareth
Pierre-Antoine Bernheim, note un certain nombre de « similarités intéressantes » entre Jésus ben Ananias et Jésus de Nazareth. « Tous deux ont prophétisé la destruction du Temple ; tous deux ont été interrogés par des notables juifs avant d'être conduits devant le gouverneur. » Il estime que si Jésus ben Ananias n'a pas été mis à mort, c'est peut-être parce qu'il paraissait plus fou que dangereux, notamment parce qu'il n'avait pas de disciples. L'histoire de Jésus ben Ananias, comme celle de Theudas ou celle de « l'Égyptien » qui avait rassemblé 40 000 personnes sur le mont des Oliviers, montrent « que les personnages divinement inspirés n'étaient pas rares à l'époque de Jésus, qu'ils suscitaient l'enthousiasme des foules et la crainte des autorités, et que leurs partisans attendaient d'eux des miracles libérateurs. »